# Карабастау (Жуалинський район)
Карабаста́у (каз. Қарабастау) — село у складі Жуалинського району Жамбильської області Казахстану. Адміністративний центр Білікольського сільського округу.
Населення — 1029 осіб (2021; 1045 у 2009, 1116 у 1999, 1359 у 1989).